# Andrea Chessa
Andrea Chessa detto Nappa II (Orosei, 23 novembre 1983) è un fantino italiano.
Ha vinto il Palio dei Rioni di Castiglion Fiorentino per 3 volte nel Rione di Porta Romana, 2013, 2016 (concluso in notturna) e 2022. il Palio di Ferrara nel 2012, Il palio di Buti  nel 2012 e 2013, Il Palio di Feltre nel 2013, il Palio di Bientina nel 2017 ed Il palio di Casole d'Elsa nel 2010 e 2019.

## Carriera
Il debutto in Piazza del Campo avviene il 16 agosto 2011, quando la Contrada della Chiocciola gli affida Meremanna.
Il 2 luglio 2012 corre il Palio per la Contrada del Leocorno con il debuttante Magic Tiglio. La sua corsa però termina presto, con una caduta alla prima curva del Casato.
Il 2 luglio 2018 corre il Palio per la Contrada della Tartuca con il cavallo Rombo de Sedini. Dopo quest'ultima corsa viene squalificato per sei edizioni del Palio.

## Presenze al Palio di Siena
Le vittorie sono evidenziate ed indicate in neretto.
| Palio          | Contrada   | Cavallo         | Note |
| -------------- | ---------- | --------------- | ---- |
| 16 agosto 2011 | Chiocciola | Meremanna       |      |
| 2 luglio 2012  | Leocorno   | Magic Tiglio    |      |
| 2 luglio 2018  | Tartuca    | Rombo de Sedini |      |

## Presenze agli altri Palii

### Palio di Asti
| Palio | Rione, Borgo, Comune    | Cavallo            | Piazzamento                 | Note                                                    |
| ----- | ----------------------- | ------------------ | --------------------------- | ------------------------------------------------------- |
| 2011  | Borgo Santa Maria Nuova |                    | Eliminato in batteria       |                                                         |
| 2013  | Borgo Viatosto          |                    | Eliminato in batteria       |                                                         |
| 2014  | Comune di Moncalvo      |                    | Eliminato in batteria       |                                                         |
| 2015  | Rione San Silvestro     | Sara               | Non partecipa alla batteria | Ritirato dalla batteria per lieve infortunio al cavallo |
| 2016  | Rione San Silvestro     | Sara               | Eliminato in batteria       |                                                         |
| 2017  | Comune di Montechiaro   | Tempesta da Clodia | Eliminato in batteria       |                                                         |
| 2018  | Comune di Montechiaro   | Uan King           | 6°                          |                                                         |

## Riepilogo vittorie
- Palio di Buti: 2 vittorie (2012, 2013)
- Palio dei Rioni di Castiglion Fiorentino : 2 vittorie (2013, 2022)
- Palio di Bientina : 1 vittoria (2017)
- Palio di Feltre: 1 vittoria (2013)
- Palio di Casole d'Elsa: 2 vittorie (2010,2019)
- Palio di Ferrara 1 vittoria (2012)
- Palio di Bomarzo 1 vittoria (2017)
- Gran Premio delle contrade di Monticiano 1 vittoria (2019)